# Леополд Гмелин
Леополд Гмелин (на немски: Leopold Gmelin) е германски химик.

## Биография
Роден е на 2 август 1788 година в Гьотинген, Германия, в семейството на Йохан Фридрих Гмелин – лекар, ботаник и химик. Следва медицина и химия в Гьотинген, Тюбинген и Виена. От 1813 година чете лекции по химия в Хайделбергския университет. През 1814 е определен за извънреден – а през 1817 за редовен професор по химия и медицина.
Умира на 13 април 1853 година в Хайделберг на 64-годишна възраст.

## Произведения
- „Gmelins Handbuch der anorganischen Chemie“ (първо издание 1817 – 1819, 4-то изд. 1843 – 1855)